# Quetzalli Alvarado
Quetzalli Alvarado Godinez (Mexikóváros, 1975. június 12. –) mexikói női nemzetközi labdarúgó-játékvezető.

## Pályafutása
A Mexikói labdarúgó-szövetség Játékvezető Bizottságának (JB) minősítésével a Ascenso MX, majd a Primera División (Liga MX) játékvezetője. A nemzeti női labdarúgó bajnokságban kiemelkedően foglalkoztatott bíró. Küldési gyakorlat szerint rendszeres 4. bírói, illetve alapvonalbírói szolgálatot is végez.
A Mexikói labdarúgó-szövetség JB terjesztette fel nemzetközi játékvezetőnek, a Nemzetközi Labdarúgó-szövetség (FIFA) 2004-től tartotta-tartja nyilván bírói keretében. A FIFA JB központi nyelvei közül a spanyolt beszéli.  Több nemzetek közötti válogatott és klubmérkőzést vezetett, vagy működő társának 4. bíróként segített.
| Időpont         | Helyszín                     | Mérkőzés típusa           | Mérkőzés          |
| --------------- | ---------------------------- | ------------------------- | ----------------- |
| 2004. július 8. | Nemzeti Stadion, Mexikóváros | első nemzetközi mérkőzése | Mexikó–Ausztrália |

A 2008-as U17-es női labdarúgó-világbajnokságon és a 2010-es U17-es női labdarúgó-világbajnokságon a FIFA JB játékvezetőként foglalkoztatta.
| Időpont           | Helyszín                  | Mérkőzés típusa              | Mérkőzés                                          | Eredmény | Nézők száma |
| ----------------- | ------------------------- | ---------------------------- | ------------------------------------------------- | -------- | ----------- |
| 2008. november 2. | Waikato Stadion, Hamilton | csoportmérkőzés (C. csoport) | Japán–Franciaország                               | 7 – 1    | 4 115       |
| 2008. november 9. | Waikato Stadion, Hamilton | egyik negyeddöntő            | Japán U17-es női labdarúgó-válogatott–Anglia      | 2 – 2    |             |
| 2010. február 24. | Municipal Stadion, Lagos  | csoportmérkőzés (A. csoport) | Kína–Finnország                                   | 1 – 1    |             |
| 2010. március 1.  | Algarve Stadion, Faro     | csoportmérkőzés (A. csoport) | Kínai U17-es női labdarúgó-válogatott–Németország | 0 – 3    |             |

A 2014-es U20-as női labdarúgó-világbajnokságon a FIFA JB hivatalnoki szolgálatra alkalmazta.
| Időpont             | Helyszín                       | Mérkőzés típusa              | Mérkőzés                | Eredmény | Nézők száma |
| ------------------- | ------------------------------ | ---------------------------- | ----------------------- | -------- | ----------- |
| 2014. augusztus 5.  | BMOn Stadion, Toronto          | csoportmérkőzés (A. csoport) | Finnország–Észak-Korea  | 1 – 2    | 13 834      |
| 2014. augusztus 9.  | Commonwealth Stadion, Edmonton | csoportmérkőzés (B. csoport) | Németország–Kína        | 5 – 5    | 10 025      |
| 2014. augusztus 18. | Olimpiai Stadion, Montréal     | egyik negyeddöntő            | Franciaország–Dél-Korea | 4 – 3    | 49 540      |

A 2011-es női labdarúgó-világbajnokságon, valamint a 2015-ös női labdarúgó-világbajnokságon a FIFA JB bíróként alkalmazta. A FIFA JB 2015 márciusában nyilvánosságra hozta annak a 29 játékvezetőnek (22 közreműködő valamint 7 tartalék, illetve 4. bíró) és 44 asszisztensnek a nevét, akik közreműködhettek Kanadában a női labdarúgó-világbajnokságon. A kijelölt játékvezetők és asszisztensek 2015. június 26-án Zürichben, majd két héttel a világtorna előtt Vancouverben vettek rész továbbképzésen, egyben végrehajtják a szokásos elméleti és fizikai Cooper-tesztet. Selejtező mérkőzéseket az CONCACAF zónában irányított. Világbajnokságon vezetett mérkőzéseinek száma: 3.
| Időpont           | Helyszín                                       | Mérkőzés típusa                     | Mérkőzés                                                 | Eredmény | Nézők száma |
| ----------------- | ---------------------------------------------- | ----------------------------------- | -------------------------------------------------------- | -------- | ----------- |
| 2011. június 29.  | Impuls Stadion, Augsburg                       | csoportmérkőzés (D. csoport)        | Norvégia–Egyenlítői-Guinea                               | 1 – 0    | 12 928      |
| 2011. július 9.   | Volkswagen Arena, Wolfsburg                    | negyeddöntő                         | Németország–Japán                                        | 0 – 1    | 26 067      |
| 2014. október 15. | Sporting Park Stadion, Kansasváros             | (2015 vb) előselejtező (A. csoport) | Guatemala–Haiti                                          | 0 – 1    |             |
| 2014. október 20. | Robert F. Kennedy Memorial Stadion, Washington | (2015 vb) előselejtező (A. csoport) | Haiti női labdarúgó-válogatott–Amerikai Egyesült Államok | 0 – 6    |             |
| 2015. június 6.   | Commonwealth Stadion, Edmonton                 | csoportmérkőzés (A. csoport)        | Új-Zéland–Hollandia                                      | 0 – 1    | 53 058      |

A 2012. évi nyári olimpiai játékokon, valamint a 2016. évi nyári olimpiai játékokon a FIFA JB bírói szolgálatra alkalmazta.
| Időpont            | Helyszín                           | Mérkőzés típusa              | Mérkőzés                                                        | Eredmény | Nézők száma |
| ------------------ | ---------------------------------- | ---------------------------- | --------------------------------------------------------------- | -------- | ----------- |
| 2012. július 28.   | Ricoh Stadion, Coventry            | csoportmérkőzés (F. csoport) | Japán női labdarúgó-válogatott–Svédország                       | 0 – 0    | 14 160      |
| 2012. július 31.   | St. James’ Park Stadion, Newcastle | csoportmérkőzés (G. csoport) | Franciaország–Kolumbia                                          | 1 – 0    | 13 184      |
| 2008. augusztus 6. | Old Trafford, Manchester           | egyik elődöntő               | Francia női labdarúgó-válogatott–Japán női labdarúgó-válogatott | 1 – 2    | 614 820     |

A 2010-es Algarve-kupa és a 2013-as Algarve-kupa labdarúgó tornán a FIFA JB játékvezetőként foglalkoztatta. 
| Időpont           | Helyszín                   | Mérkőzés típusa              | Mérkőzés                                                      | Eredmény |     |
| ----------------- | -------------------------- | ---------------------------- | ------------------------------------------------------------- | -------- | --- |
| 2010. február 24. | Városi Stadion, Lagos      | csoportmérkőzés (A. csoport) | Kína–Finnország                                               | 1 – 1    |     |
| 2010. március 1.  | Algarve Stadion, Algarve   | csoportmérkőzés (A. csoport) | Kínai női labdarúgó-válogatott–Német női labdarúgó-válogatott | 0 – 5    |     |
| 2013. március 11. | Algarve Stadion, Algarve   | csoportmérkőzés (A. csoport) | Dánia–Japán női labdarúgó-válogatott                          | 0 – 2    | 83  |
| 2013. március 6.  | Bela Vist Stadion, Parchal | csoportmérkőzés (B. csoport) | Svédország–Kínai női labdarúgó-válogatott                     | 1 – 1    | 150 |